# Cross-training
 (décembre 2019).
Si vous disposez d'ouvrages ou d'articles de référence ou si vous connaissez des sites web de qualité traitant du thème abordé ici, merci de compléter l'article en donnant les références utiles à sa vérifiabilité et en les liant à la section « Notes et références ».
Le cross-training, ou entraînement croisé, est une méthode d'entraînement physique qui regroupe des exercices issus de diverses disciplines.

## Dans le sport en général
Le cross-training en sport et en fitness consiste à combiner des exercices faisant travailler différentes parties du corps. Ainsi, certains sports ou certaines activités ne font travailler que certaines parties du corps. Le cross-training permet d'éliminer ce déséquilibre.
Par exemple le jogging est excellent pour travailler le cardiovasculaire, l'endurance et la résistance, les muscles des membres inférieurs. Un jogger pourra compléter son activité préférée en s'entraînant également au lever de poids afin de prendre de la masse musculaire et d'augmenter sa force au niveau des membres supérieurs, chose que le jogging ne peut procurer.

## Dans les arts martiaux
En combat libre, le cross-training consiste à s'entraîner dans différents arts martiaux et sports de combat, afin de ne négliger aucune technique et aucune distance de combat. Cet entraînement permet d'éviter d'avoir de grosses lacunes lors de certaines phases d'un combat.
Par exemple un pratiquant de jiu-jitsu brésilien sera très à l'aise lors d'une phase au sol mais sera très vulnérable lors d'une phase debout, et inversement pour un combattant de muay thaï. Par contre un combattant ayant pratiqué du cross-training et s'étant entraîné dans ces deux disciplines se sentira à l'aise dans les deux distances et n'aura donc pas vraiment de point faible.